# Semiothisa ferraria
Semiothisa ferraria là một loài bướm đêm trong họ Geometridae.